# بالادها (شوپن)

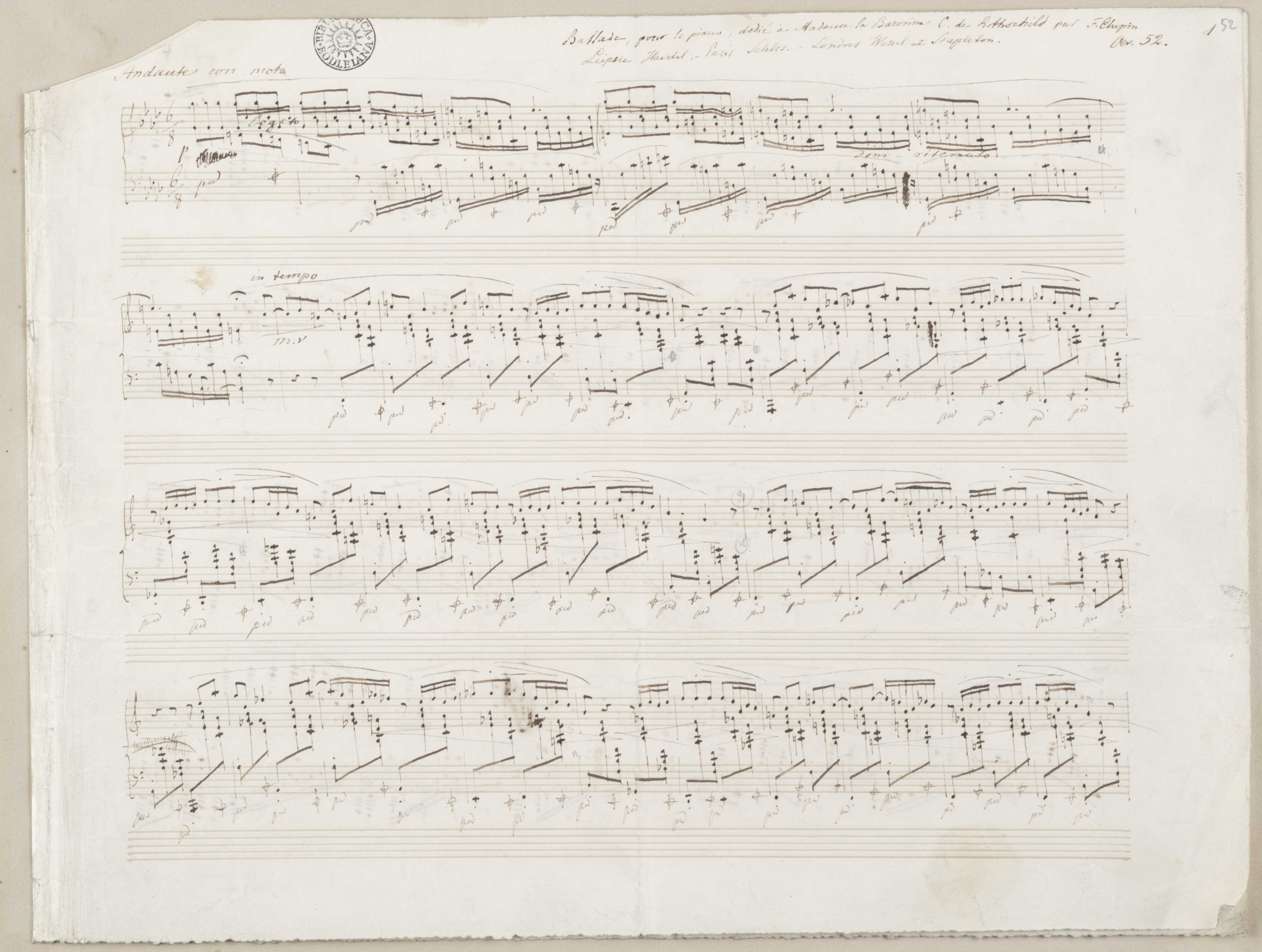
تصنیف چهارم فردریک شوپن، اوپی. ۵۲. نسخه خطی خودکار، ۱۸۴۲، کتابخانه بودلیان.

چهار بالاد فردریک شوپن قطعه های تک حرکتی برای پیانو سولو می باشند که میان سال‌های ۱۸۳۱ و ۱۸۴۲ آماده گردیده شده اند. آنان از ویژه ترین و تکبر برانگیزترین قطعه های رپرتوار استاندارد پیانو به شمار می روند. 

## قالب
کلمه تصنیف توسط شوپن به معنی بین آهنگ باله یا قطعه رقص، به اندازه بالاتای ایتالیایی پیشینی مورد استفاده قرار می گرفت، ولی این کلمه امکان دارد مفهوم هایی از تصنیف قهرمانی قرن های وسطایی نیز داشته باشد، یک ترانه خوانی مینسترال روایی، که بیشتر حاوی شخصیتی شاهکار می باشد. عنصر های نمایشی و رقص مانندی در استفاده شوپن از این ژانر موجود می باشد و شاید بتوان این را گفت که او پیشرو تصنیف به عنوان یک قالب موسیقی انتزاعی می باشد. این گونه بیان می شود که این چهار تصنیف از یکی از دوست های شوپن القا گردیده است; شاعر آدام میکیویچ .  با این شرایط موجود، القا بخش دقیق هر تصنیف آشکار نیست و مورد نقل و انتقادات می باشد.
گرچه تصنیف‌ها به درستی با قالب سونات سازگار نیستند، "قالب تصنیف" که شوپن برای چهار تصنیف او تشکیل داد، گونه ای از قالب سونات با اختلاف های ویژه می‌باشد، همانند تکرار آینه (عرضه نمودن دو مضمون نمایشی برساس نگونسار در طول خلاصه‌نویسی ). تصنیف‌ها بی‌واسطه بر موسیقی ساز هایی همانند فرانتس لیست و یوهانس برامس اثر گذاشته‌اند که بعد از شوپن، تصنیف‌های خود را تحریر کردند. 
به غیر از اشتراک عنوان، چهار تصنیف بودن هایی ممتازی از یکدیگر می باشند. پیروی سخن لویی هلرت آهنگساز و منتقد موسیقی، "هر [تصنیف] واقعاً با بقیه گوناگون می باشد، و آنان فقط یک چیز چند معنایی دارند - کار عاشقانه و اصالت موتیف هایشان." با این شرایط موجود، نظریه پردازان مدرن نشان داده اند که تصنیف ها مشترکات بسیاری دارند، همانند"تصنیف متر" (۶
۴ یا ۶
۸) و بعضی از روش های رسمی مانند تکرار آینه و به تعویق انداختن ساختار غالب .

## تصنیف شماره ۱
تصنیف شماره ۱ در جی مینور۲۳. اوپی  ، در سال ۱۸۳۵ در پاریس پایان یافت. 

## تصنیف شماره۲
تصنیف شماره ۲ در فا ماژور، اوپی. ۳۸ ، از ۱۸۳۶ تا ۱۸۳۹ در نوهانت، فرانسه ، و در جزیره اسپانیایی مایورکا آماده شده است.

## تصنیف شماره۳
تصنیف شماره ۳ در ای ♭ ماژور، اوپی. ۴۷ در سال ۱۸۴۱ در نوهانت خوانده شد. 

## تصنیف شماره ۴
تصنیف شماره ۴ در فا مینور، اوپی. ۵۲، در سال ۱۸۴۳ در پاریس و نوهانت خوانده شد و در سال ۱۸۴۳ تجدید نظر  گردید.

## ضبط ها
این چهار تصنیف توسط پیانو نواز های متعددی مثل آرتور روبینشتاین ، ولادیمیر اشکنازی ، دینو لیپاتی ، سویاتوسلاو ریشتر ، مارتا آرگریچ ، امانوئل آکس ، آندری گاوریلوف ، موری پراهیا و کریستیان زیمرمن ضبط گردیده شده.  گاردین ضبط کریستین زیمرمن با دویچه گرامافون را به عنوان یک "ضبط کلیدی" وصف نموده است. 